# Râul Valea Albă, Lechincioara
Râul Valea Albă este un râu afluent al râului Lechincioara. Se formează la confluența brațelor Valea lui Moiș și Mărăușa

## Hărți
- Harta județului Satu Mare